# Agnes Devanadera
Agnes Devanadera (5 april 1950) is een Filipijns jurist en politicus. Devanadera was onder meer Minister van Justitie, Sollicitor-General van de Filipijnen en Government Corporate Counsel. Bij de verkiezingen van 2010 deed ze mee aan de verkiezing van afgevaardigde van het 1e kiesdistrict van de provincie Quezon. Ze verloor deze verkiezing van zittend afgevaardigde Wilfrido Enverga.

## Carrière
Devanadera studeerde rechten en werkte van 1976 tot 1987 als partner bij het advocatenkantoor Balgos en Perez Law Office. Van 1988 tot 1997 was ze burgemeester van Sampaloc in de provincie Quezon. Na de benoeming van Artemio Panganiban tot nieuwe opperrechter van het Filipijns hooggerechtshof was Devanadera eind 2005 een van de kandidaten om de hierdoor vrijgekomen vacature van rechter bij het hooggerechtshof te vervullen. Haar naam werd door het Judicial and Bar Council echter van de definitieve lijst met genomineerden geschrapt vanwege de tegen haar lopende rechtszaken. Daarop werd ze door president Gloria Macapagal-Arroyo benoemd tot Sollicitor-General als opvolger van Antonio Nachura die op zijn beurt was benoemd tot rechter van het hooggerechtshof.
Eind februari 2010 nam ze, naar aanleiding van haar voornemen om mee te doen aan de verkiezingen van 2010, ontslag als minister. Ze werd opgevolgd door Alberto Agra, de toenmalige sollicitor general van de Filipijnen. Bij de verkiezingen voor afgevaardigde van het 1e kiesdistrict van de provincie Quezon nam ze het onder andere op tegen zittend afgevaardigde Wilfrido Enverga. De laatste behaalde 56% van de stemmen en versloeg daarbij Devanadera die 42% van de stemmen veroverde. 